# 高锰酸盐
高锰酸盐是高锰酸所形成的盐，含有四面体型的高锰酸根离子MnO4−，其中锰的氧化态为+7，有强氧化性。高锰酸钾是最重要的高锰酸盐，为紫红色的针状晶体。
酸性溶液中，高锰酸根离子被还原为淺粉紅接近无色的Mn2+离子：
16 H3O+ + 2 MnO4− + 10 Cl− → 2 Mn2+ + 5 Cl2 + 24 H2O
6 H+ + 2 MnO4− + 5 HCOOH → 8 H2O + 2 Mn2+ + 5 CO2
碱性溶液中还原，既可得到棕色的MnO2（锰氧化态为+4），也可得到深绿色的MnO42−（锰氧化态为+6）。
4 OH− + 2 MnO4− + 3 C2O42− → 2 MnO2 + 6 CO32− + 2 H2O
3 OH− + 2 MnO4− +  HSO3− → 2 MnO42− + SO42− + 2 H2O

## 制备
高锰酸盐可由锰化合物被强氧化剂氧化得到。可用的氧化剂如次氯酸钠、二氧化铅、高碘酸等：
2 MnCl2 + 5 NaClO + 6 NaOH → 2 NaMnO4 + 9 NaCl+ 3 H2O
2 MnSO4 + 5 PbO2+ 3  H2SO4 → 2 HMnO4+ 5 PbSO4 + 2 H2O
锰酸盐歧化也可得到高锰酸盐：
3 Na2MnO4 + 2 H2O → 2 NaMnO4 + MnO2 + 4 NaOH
工业上制取高锰酸钾时，是用氯酸钾作氧化剂与二氧化锰共熔，使其转化为锰酸钾，然后用氯气氧化得到。
高锰酸盐的另一种制法是借助于复分解反应，溶解度较小的会沉淀出来。此外，季铵盐或季𬭸盐的氯化物可溶于二氯甲烷，它和高锰酸钾固体反应，生成的高锰酸盐会转移至有机相中，反应后过滤，加入低极性溶剂，如四氯化碳，待二氯甲烷挥发后，高锰酸盐即可在四氯化碳中重结晶。

## 性质
高锰酸盐类似于高氯酸盐，性质较稳定，有很强的氧化性，常用在分析化学的氧化还原滴定中。它与还原性物质及有机物质混合可能发生燃烧或爆炸。加热到230°C时，高锰酸钾分解为锰酸钾、二氧化锰和氧气，这也是初中演示氧气制备的常用反应之一：
2 KMnO4 → K2MnO4 + MnO2 + O2
高锰酸根离子不能和二价锰离子共存，是因为：
2MnO4-(aq) + 3Mn2+(aq) + 2H2O ↔ 5MnO2(s) + 4H+
高锰酸盐（尤其是高锰酸钾）是有机合成中的氧化剂，它可以将胺氧化为相应的硝基化合物，将醇氧化为酮或醛和羧酸，将其他烯烃氧化为邻二醇，以及将末端烯烃氧化为相应的羧酸等。烯烃被高锰酸盐氧化的反应是通过一个环状的次锰酸酯机理进行的，碱性条件下的产物是二醇，酸性条件下则为两个酮，如下图所示。

## 化合物
- 高锰酸钙—Ca(MnO4)2
- 高锰酸钾—KMnO4
- 高锰酸钠—NaMnO4